# 哔梦
哆啦哔梦（上海）文化传播有限公司，简称哔梦（BeDream），是弹幕视频网站Bilibili旗下的一家动画公司，成立于2018年5月16日。哔梦由上海幻电信息科技有限公司及其子公司上海绘界文化传播有限公司共同持股，其中上海幻电信息科技有限公司持股60%，上海绘界文化传播有限公司持股40%。

## 人员变动
2019年12月11日，哆啦哔梦（上海）文化传播有限公司发生工商变更，Bilibili董事长陈睿卸任公司法定代表人，由Bilibili副董事长兼COO（首席运营官）李旎接任。与此同时，绘梦动画副总裁董志凌卸任哆啦哔梦（上海）文化传播有限公司经理一职，同样由李旎接任。